# Cheiracanthium minutum
Espèce
Cheiracanthium minutum est une espèce d'araignées aranéomorphes de la famille des Cheiracanthiidae.

## Distribution
Cette espèce est endémique de l'archipel Nansei au Japon,. Elle se rencontre sur Amami ō-shima, Nakano-shima, Okinawa-jima, Kume-jima, Miyako-jima, Ishigaki-jima et Iriomote-jima.

## Description
Le mâle holotype mesure 4,65 mm et la femelle paratype 4,53 mm, les mâles mesurent de 3,82 à 4,71 mm et les femelles de 4,00 à 4,53 mm.

## Systématique et taxinomie
Cette espèce a été décrite par Baba et Tanikawa en 2024.

## Publication originale
- Baba & Tanikawa, 2024 : « A new species of the genus Cheiracanthium (Araneae: Cheiracanthiidae) from the Nansei Islands, Japan. » Acta Arachnologica, vol. 73, no 1, p. 43.47 (texte intégral).